# San Giorgio su Legnano

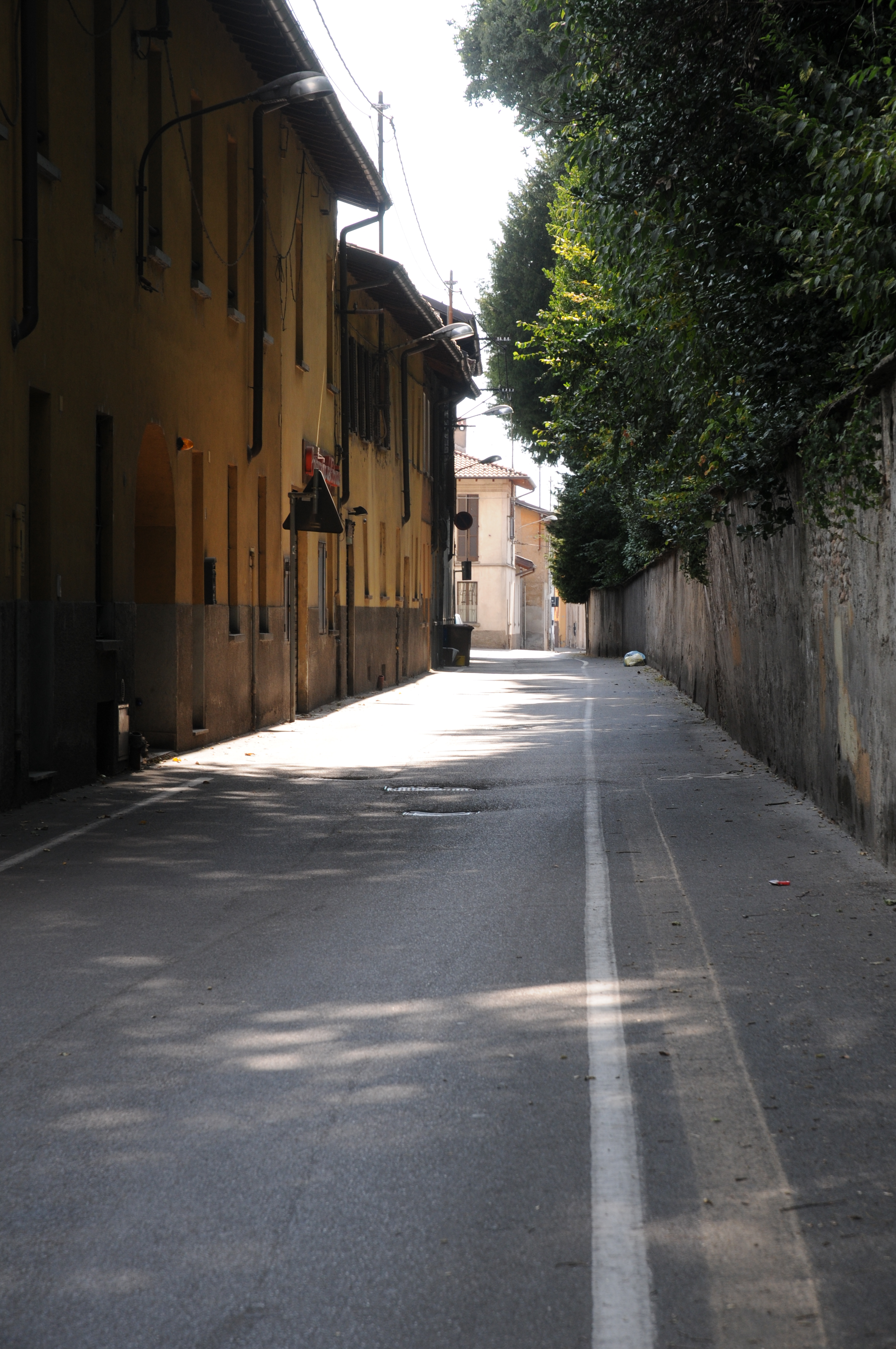
Via Gerli in San Giorgio su Legnano

San Giorgio su Legnano ist eine Gemeinde mit 6732 Einwohnern (Stand 31. Dezember 2023) in der Metropolitanstadt Mailand, Region Lombardei.
Die Nachbarorte von San Giorgio su Legnano sind Legnano, Villa Cortese, Canegrate und Busto Garolfo.

## Bevölkerungsentwicklung
San Giorgio su Legnano zählt 2610 Privathaushalte. Zwischen 1991 und 2001 sank die Einwohnerzahl von 6234 auf 6173. Dies entspricht einem prozentualen Zuwachs von 0,9 %.

## Persönlichkeiten
- Giacomo Bassi (1886–1968), Beamter. Für die Rettung einer fünfköpfigen jüdischen Familie während des Zweiten Weltkriegs wurde er als Gerechter unter den Völkern geehrt.
- Ugo Colombo (1940–2019), Radrennfahrer
- Marta Cartabia (* 1963), Juristin, Präsidentin des Verfassungsgerichtshofes (2019–2020), Justizministerin (seit 2021)